# Grosbreuil
Grosbreuil är en kommun i departementet Vendée i regionen Pays de la Loire i västra Frankrike. Kommunen ligger i kantonen Talmont-Saint-Hilaire som tillhör arrondissementet Les Sables-d'Olonne. År 2022 hade Grosbreuil 2 216 invånare.

## Befolkningsutveckling
Antalet invånare i kommunen Grosbreuil
| Referens: INSEE |